# París-Roubaix 2014

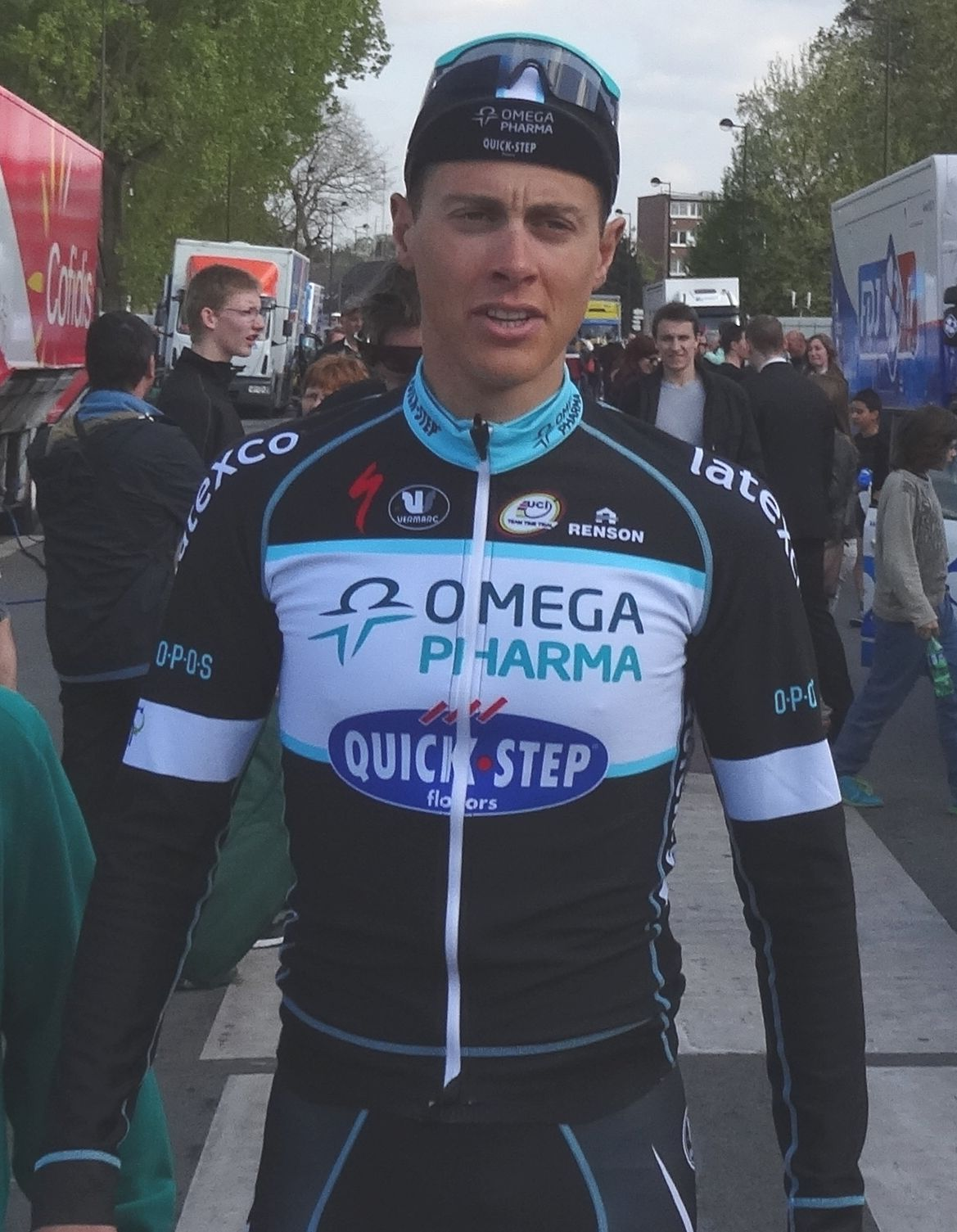
Niki Terpstra, el ganador de la carrera.

La París-Roubaix 2014 fue la 112.ª edición de esta clásica ciclista. Fue el tercer monumento de la temporada y se disputó el domingo 13 de abril de 2014, entre Compiègne y el velódromo André Pétrieux de Roubaix, sobre 257 km en los que pasaron 28 sectores de pavé (repartidos en un total de 51,1 km).
La prueba perteneció al UCI WorldTour 2014, siendo la décima competición de dicho calendario.
El ganador fue el neerlandés Niki Terpstra del equipo Omega Pharma-Quick Step, tras lanzar un ataque en solitario a falta de 6 km para la meta, logrando distanciarse de un grupo de 11 corredores, que comandaban la carrera. El segundo lugar fue para el alemán John Degenkolb (Giant-Shimano) y tercero fue el suizo Fabian Cancellara (Trek).

## Equipos participantes
Participaron en la carrera 25 equipos. Los 18 de categoría UCI ProTeam (al ser obligada su participación); más 7 de categoría Profesional Continental (el Bretagne-Séché Environnement, Cofidis, IAM Cycling, Topsport Vlaanderen-Baloise, NetApp-Endura, UnitedHealthcare Professional Cycling Team y Wanty-Groupe Gobert). Los equipos estuvieron integrados por 8 ciclistas (excepto Astana que lo hizo con 7), formando así un pelotón de 199 corredores de los que 144 llegaron al final.
| Equipo                  | Cód. UCI |
| ----------------------- | -------- |
| Lampre-Merida           | LAM      |
| Omega Pharma-Quick Step | OPQ      |
| Movistar Team           | MOV      |
| Team Katusha            | KAT      |
| Team Sky                | SKY      |
| Ag2r La Mondiale        | ALM      |
| BMC Racing Team         | BMC      |
| Tinkoff-Saxo            | TCS      |
| Trek Factory Racing     | TFR      |
| Orica GreenEDGE         | OGE      |
| Belkin-Pro Cycling Team | BEL      |
| Garmin Sharp            | GRS      |
| Giant-Shimano           | GIA      |
| Cannondale              | CAN      |
| Astana Pro Team         | AST      |
| FDJ.fr                  | FDJ      |
| Lotto Belisol           | LTB      |
| Team Europcar           | EUC      |

| Equipo                                     | Cód. UCI |
| ------------------------------------------ | -------- |
| Bretagne-Séché Environnement               | BSE      |
| Cofidis, Solutions Crédits                 | COF      |
| IAM Cycling                                | IAM      |
| Topsport Vlaanderen-Baloise                | TSV      |
| Team NetApp-Endura                         | TNE      |
| Wanty-Groupe Gobert                        | WGG      |
| UnitedHealthcare Professional Cycling Team | UHC      |

## Sectores de pavé
Estos son los 28 sectores de pavé que debieron transitar, para totalizar los 51,1 km.
| Sector | Kilómetro | Nombre                                  | Longitud (m) | Dificultad        |
| 28     | 97,5      | Troisvilles-Inchy                       | 2200         | * · * · *         |
| 27     | 104       | Viesly-Quiévy                           | 1800         | * · * · *         |
| 26     | 106,5     | Quiévy-Saint-Python                     | 3700         | * · * · * · *     |
| 25     | 111       | Saint-Python                            | 1500         | * · *             |
| 24     | 119,5     | Solesmes-Haussy                         | 800          | * · *             |
| 23     | 136       | Saulzoir-Verchain-Maugré                | 1200         | * · *             |
| 22     | 130,5     | Verchain-Maugré-Quérénaing              | 1600         | * · * · *         |
| 21     | 135       | Quérénaing-Famars                       | 1200         | * · *             |
| 20     | 140,5     | Maing-Monchaux-sur-Écaillon             | 1600         | * · * · *         |
| 19     | 153       | Haveluy-Wallers                         | 2500         | * · * · * · *     |
| 18     | 161,5     | Trouée d'Arenberg                       | 2400         | * · * · * · * · * |
| 17     | 167,5     | Wallers-Hélesmes                        | 1600         | * · * · *         |
| 16     | 174,5     | Hornaing-Wandignies-Hamage              | 3700         | * · * · * · *     |
| 15     | 182       | Warlaing-Brillon                        | 2400         | * · * · *         |
| 14     | 185       | Tilloy-lez-Marchiennes-Sars-et-Rosières | 2400         | * · * · * · *     |
| 13     | 191,5     | Beuvry-la-Forêt-Orchies                 | 1400         | * · * · *         |
| 12     | 196,5     | Orchies                                 | 1700         | * · * · *         |
| 11     | 202,5     | Auchy-lez-Orchies-Bersée                | 2700         | * · * · * · *     |
| 10     | 208       | Mons-en-Pévèle                          | 3000         | * · * · * · * · * |
| 9      | 214       | Mérignies-Avelin                        | 700          | * · *             |
| 8      | 217,5     | Pont-Thibaut-Ennevelin                  | 1400         | * · * · *         |
| 7      | 223,5     | Moulin-de-Vertain                       | 500          | * · *             |
| 6-2    | 230       | Cysoing-Bourghelles                     | 1300         | * · * · * · *     |
| 6-1    | 232,5     | Bourghelles-Wannehain                   | 1100         | * · * · *         |
| 5      | 237       | Camphin-en-Pévèle                       | 1800         | * · * · * · *     |
| 4      | 240       | Carrefour de l'Arbre                    | 2100         | * · * · * · * · * |
| 3      | 242       | Gruson                                  | 1100         | * · *             |
| 2      | 249       | Willems-Hem                             | 1400         | * · *             |
| 1      | 256       | Roubaix                                 | 300          | *                 |
| Total  | Total     | Total                                   | 51.100 m     | 51.100 m          |

## Desarrollo

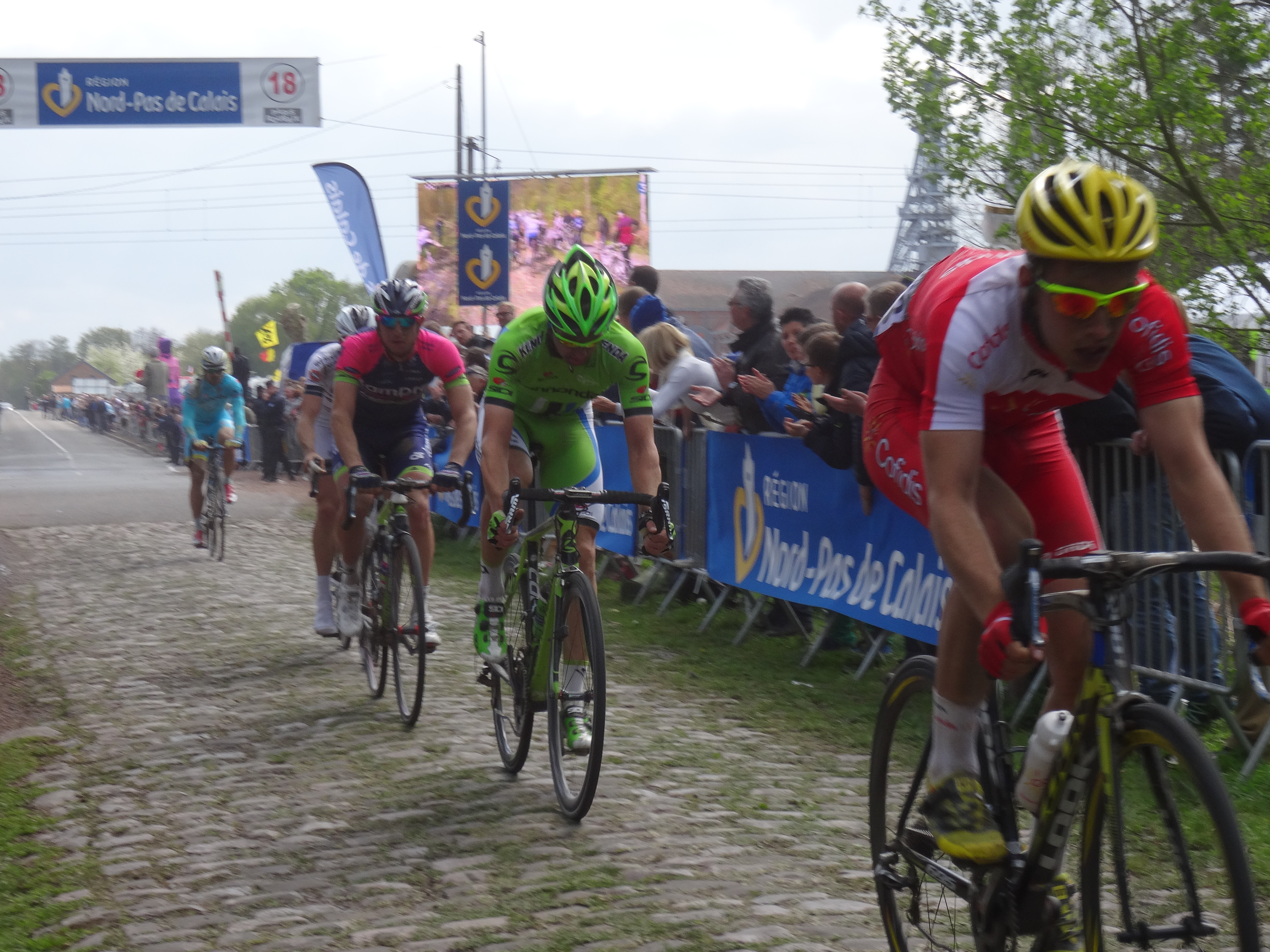
Comienzo de la Trouée d'Arenberg.

La carrera comenzó con una fuga de 8 corredores que llegaron a tener hasta 10 minutos de renta. Ellos eran Benoît Jarrier, Kenny Dehaes, Michael Kolář, David Boucher, Tim De Troyer, Clément Koretzky, Andreas Schillinger y John Murphy.
Al llegar al primer sector de pavé de 5 estrellas (Trouée d'Arenberg), la diferencia se había reducido a poco más de 4 minutos y la fuga perdió a 4 unidades, quedando 4 en cabeza de carrera, Jarrier, De Troyer, Schillinger y Murphy y este último se quedó poco más adelante en el sector Warlaing-Brillon. A falta de 70 km, la fuga de 3 ya contaba sólo con un minuto 40 segundos.
El duelo previsible entre el Omega de Tom Boonen (que buscaba su quinta París-Roubaix) y el Trek de Fabian Cancellara (que buscaba la cuarta), comenzó cuando el belga logró fugarse del pelotón faltando 64 km, en el pasaje por el sector de pavé Beuvry-la-Foret-Orchies. Boonen dio caza a un grupo intermedio que se había formado y que integraban Geraint Thomas, Damien Gaudin, Matthieu Ladagnous, Maarten Tjallingii, Aleksejs Saramotins, Bert De Backer, Julien Fouchard y Yannick Martínez. Posteriormente (faltando 61 km), este grupo de 9 alcanzó a los 3 sobrevivientes de la fuga inicial. Los 12 ciclistas en cabeza de carrera se disgregaron en el siguiente tramo de pavé (Orchies) quedando 6 escapados que eran; Boonen, Gaudin, Thomas, De Backer, Ladagnous y Martínez. Boonen no encontró demasiada colaboración ya que sólo Geraint Thomas le daba relevos y el pelotón a impulso del BMC comenzó a descontar. En el siguiente sector (Auchy-lez-Orchies-Bersée), la fuga perdió a Gaudin y Ladagnous, mientras el pelotón estuvo muy cerca de alcanzarlos, pero del mismo salieron Thor Hushovd y Bram Tankink conectando con la fuga. En el sector de Mons-en-Pévèle, volvieron a abrir un hueco de 30 segundos a un ya reducido pelotón que los perseguía y que luego ampliaron a 50 al llegar a Pont-Thibaut. En este sector, lanzó un ataque Sep Vanmarcke que obligó a Fabian Cancellara a ir en su busca. Esa aceleración redujo la renta de los fugados, lo que motivó a Peter Sagan a salir en su busca.

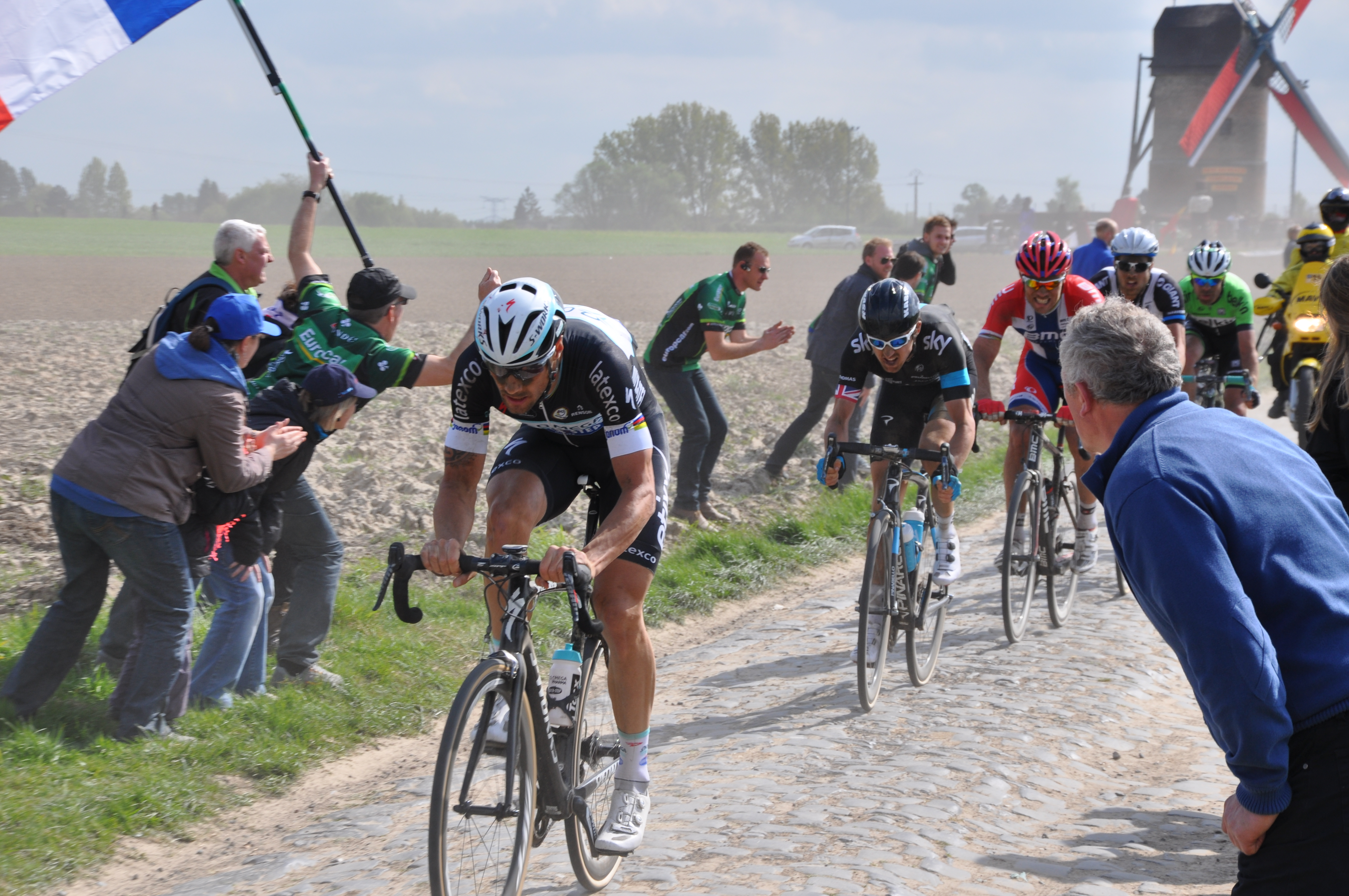
Tom Boonen encabezando la fuga en el sector de Moulin-de-Vertain.

A falta de 30 km, los 6 se mantenían en cabeza de carrera, seguidos por Sagan y Maarten Wynants a 20 segundos y el pelotón a 32. El eslovaco entró en la fuga a falta de 25 km, mientras el pelotón se seguía acercando. Cuando quedaban 21 km y ante el inminente final de la fuga, Sagan lo intentó en solitario. Con la fuga ya absorbida, en el sector de Camphin-en-Pévèle a 19 km del final, Sep Vanmarcke hizo una asceleración y Cancellara fue tras él. Mientras, una caída de Lars Boom en una curva perjudicó a Boonen que intentaba alcanzarlos, quedando algo rezagado y fue superado por John Degenkolb y Zdeněk Štybar que sí lograron llegar. Los 4 abrieron hueco y cazaron a Sagan en el sector de Carrefour de l'Arbre, cuando sólo quedaban 15 km para el final. Por detrás, los perseguían 6 corredores que eran; Boonen, Bradley Wiggins, Geraint Thomas, Sebastian Langeveld, Bert de Baker y Niki Terpstra. La diferencia entre los dos grupos era de 15-20 segundos, pero la indecisión del grupo fugado de ir hacia adelante, hizo que se unieran faltando 9 km.
El Omega tenía superioridad numérica, contando con tres ciclistas en la cabeza de carrera (Boonen, Terpstra y Stybar). Luego de pasar por el último sector de pavé (Willems-Hem) y a falta de 6 km, atacó Niki Terpstra en forma solitaria. El marcaje entre Boonen y Cancellara y la indecisión de los demás, sumado al desgaste de fuerzas realizado, hicieron que poco a poco Terpstra fuera sacando diferencias.
Finalmente, el neerlandés llegó al velódromo de Roubaix con 20 segundos de ventaja, ganando su primera París-Roubaix. El grupo, se limitó a pelear por el segundo lugar que fue ocupado por John Degenkolb, siendo Cancellara tercero.

## Clasificación final
| \| Posición \| Ciclista \| Equipo \| Tiempo \| Puntos UCI[7] \| \| -------- \| ------------------- \| ----------------------- \| --------------- \| ------------- \| \| 1. \| Niki Terpstra \| Omega Pharma-Quick Step \| 6 h 09 min 01 s \| 100 \| \| 2. \| John Degenkolb \| Giant-Shimano \| a 20 s \| 80 \| \| 3. \| Fabian Cancellara \| Trek \| m.t. \| 70 \| \| 4. \| Sep Vanmarcke \| Belkin \| m.t. \| 60 \| \| 5. \| Zdeněk Štybar \| Omega Pharma-Quick Step \| m.t. \| 50 \| \| 6. \| Peter Sagan \| Cannondale \| m.t. \| 40 \| \| 7. \| Geraint Thomas \| Sky \| m.t. \| 30 \| \| 8. \| Sebastian Langeveld \| Garmin Sharp \| m.t. \| 20 \| \| 9. \| Bradley Wiggins \| Sky \| m.t. \| 10 \| \| 10. \| Tom Boonen \| Omega Pharma-Quick Step \| m.t. \| 4 \| |                     |                         |                 |            |
| Posición | Ciclista            | Equipo                  | Tiempo          | Puntos UCI |
| 1. | Niki Terpstra       | Omega Pharma-Quick Step | 6 h 09 min 01 s | 100        |
| 2. | John Degenkolb      | Giant-Shimano           | a 20 s          | 80         |
| 3. | Fabian Cancellara   | Trek                    | m.t.            | 70         |
| 4. | Sep Vanmarcke       | Belkin                  | m.t.            | 60         |
| 5. | Zdeněk Štybar       | Omega Pharma-Quick Step | m.t.            | 50         |
| 6. | Peter Sagan         | Cannondale              | m.t.            | 40         |
| 7. | Geraint Thomas      | Sky                     | m.t.            | 30         |
| 8. | Sebastian Langeveld | Garmin Sharp            | m.t.            | 20         |
| 9. | Bradley Wiggins     | Sky                     | m.t.            | 10         |
| 10. | Tom Boonen          | Omega Pharma-Quick Step | m.t.            | 4          |